# Pizi-Phara-Pagode

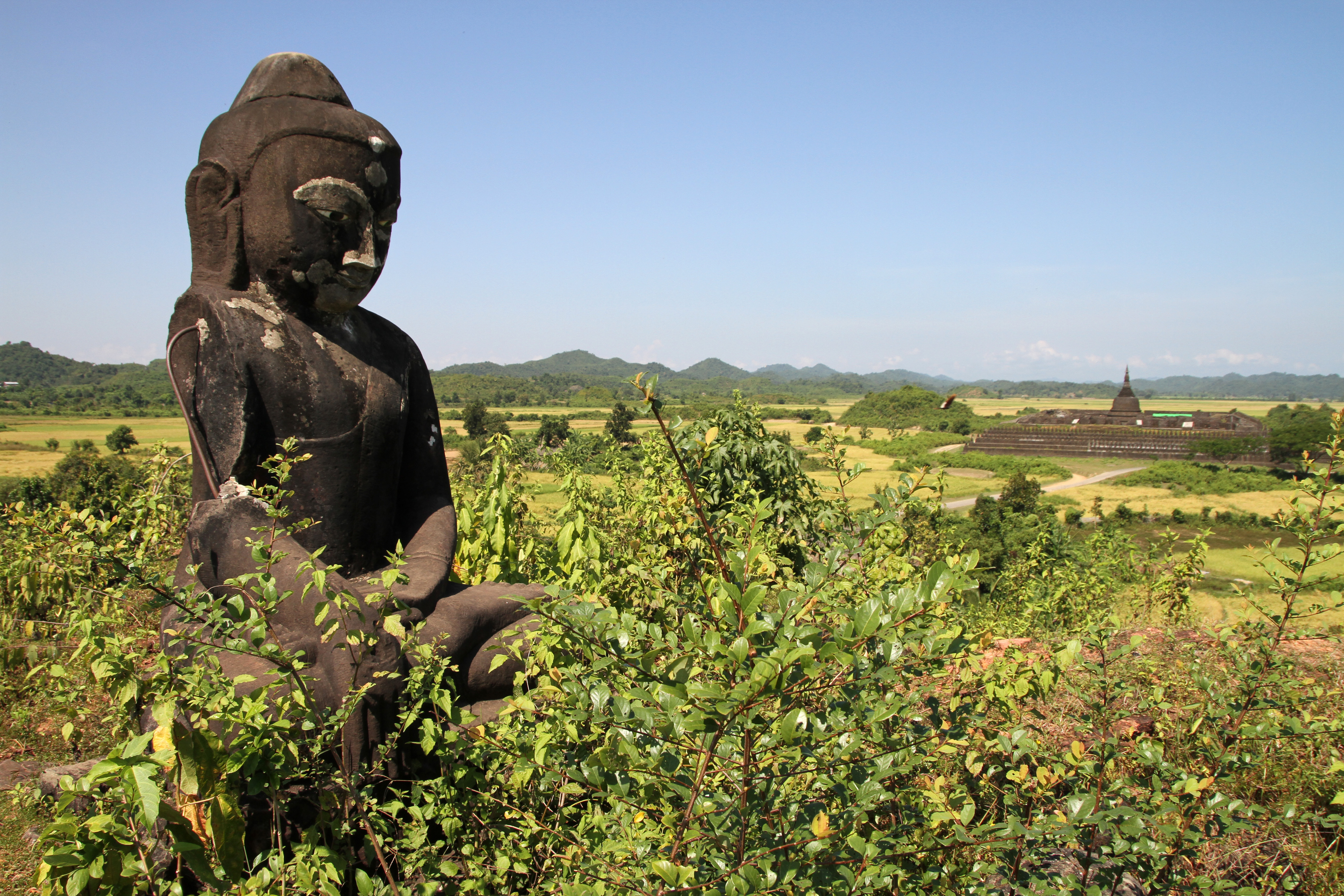
Pizi Phara und Koe Thaung

Die Pizi-Phara-Pagode ist ein buddhistischer Stupa in Mrauk U, Myanmar. Sie wurde 1123 unter König Kawliya erbaut.

## Beschreibung
Die Pagode steht auf einem Hügel unweit des Koe-Thaung-Tempels, auf den man von hier einen guten Blick hat. Lediglich Mauerreste und einige überlebensgroße Buddha-Statuen sind erhalten. Stilanalysen an der zentralen Statue weisen in die Mitte des 12. Jahrhunderts und deuten auf Einflüsse aus Bagan hin.

Die Legende berichtet, dass hier die Hoden Buddhas aufbewahrt werden, weshalb die Pagode bei buddhistischen Gläubigen in hohem Ansehen stand.

## Galerie

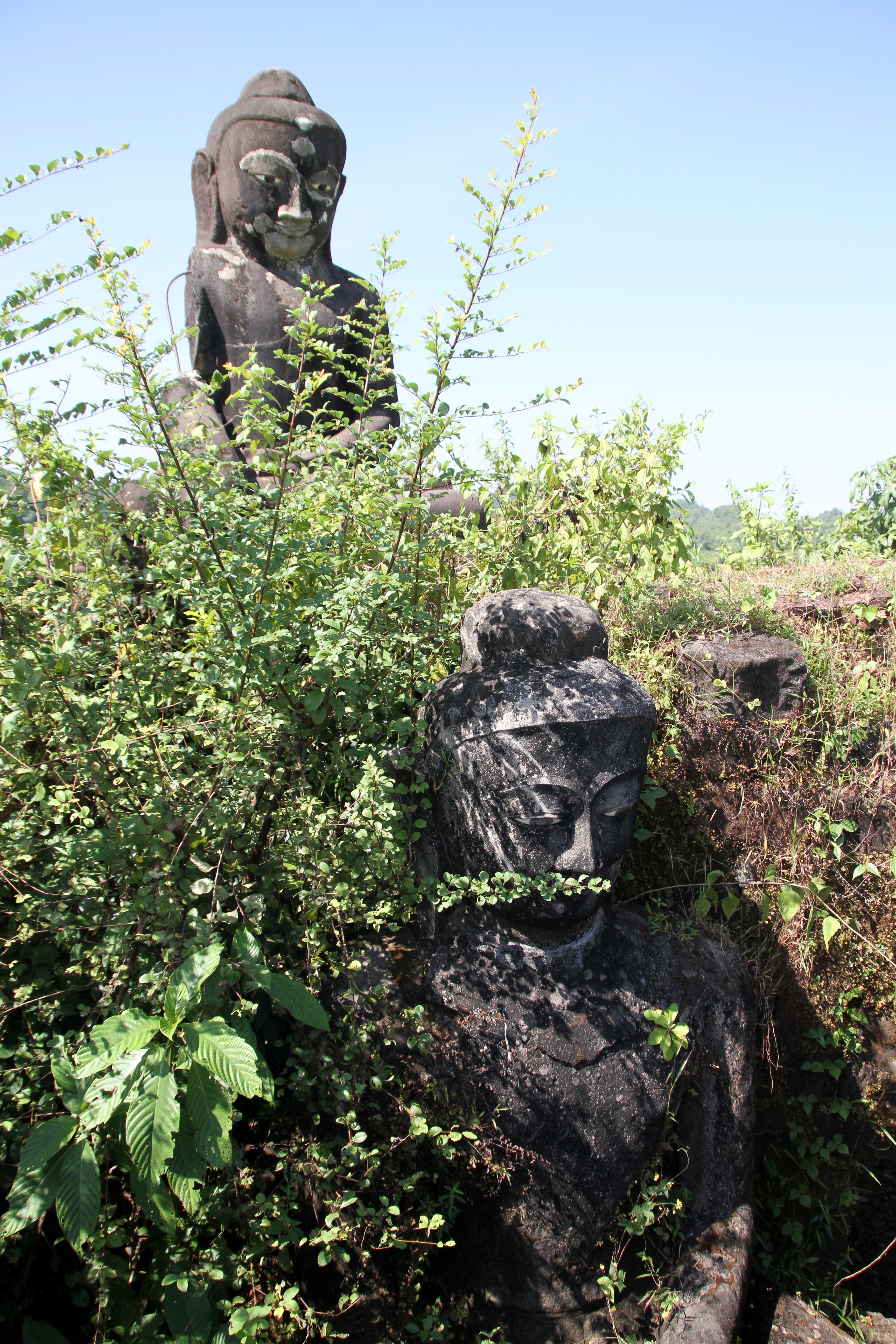
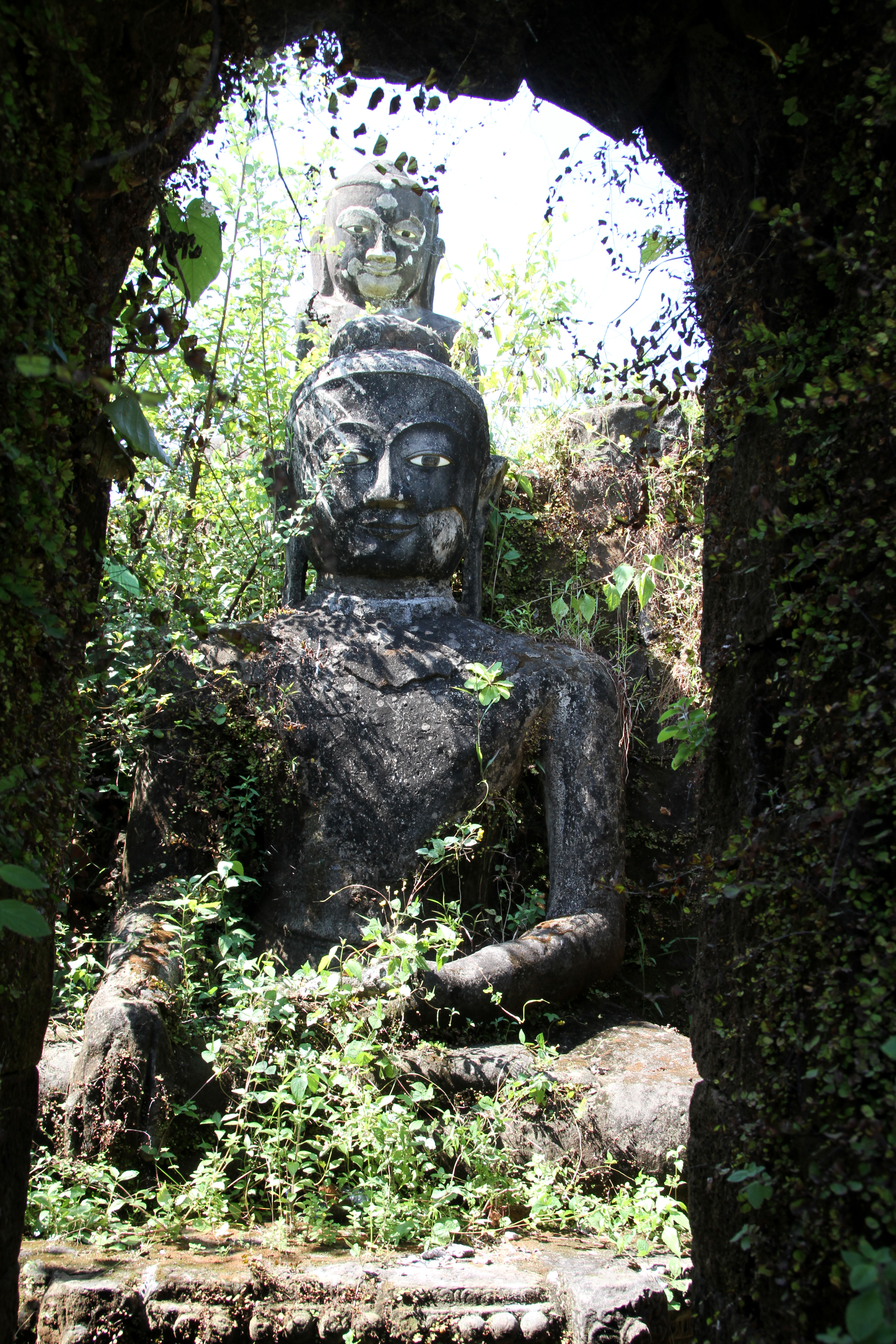
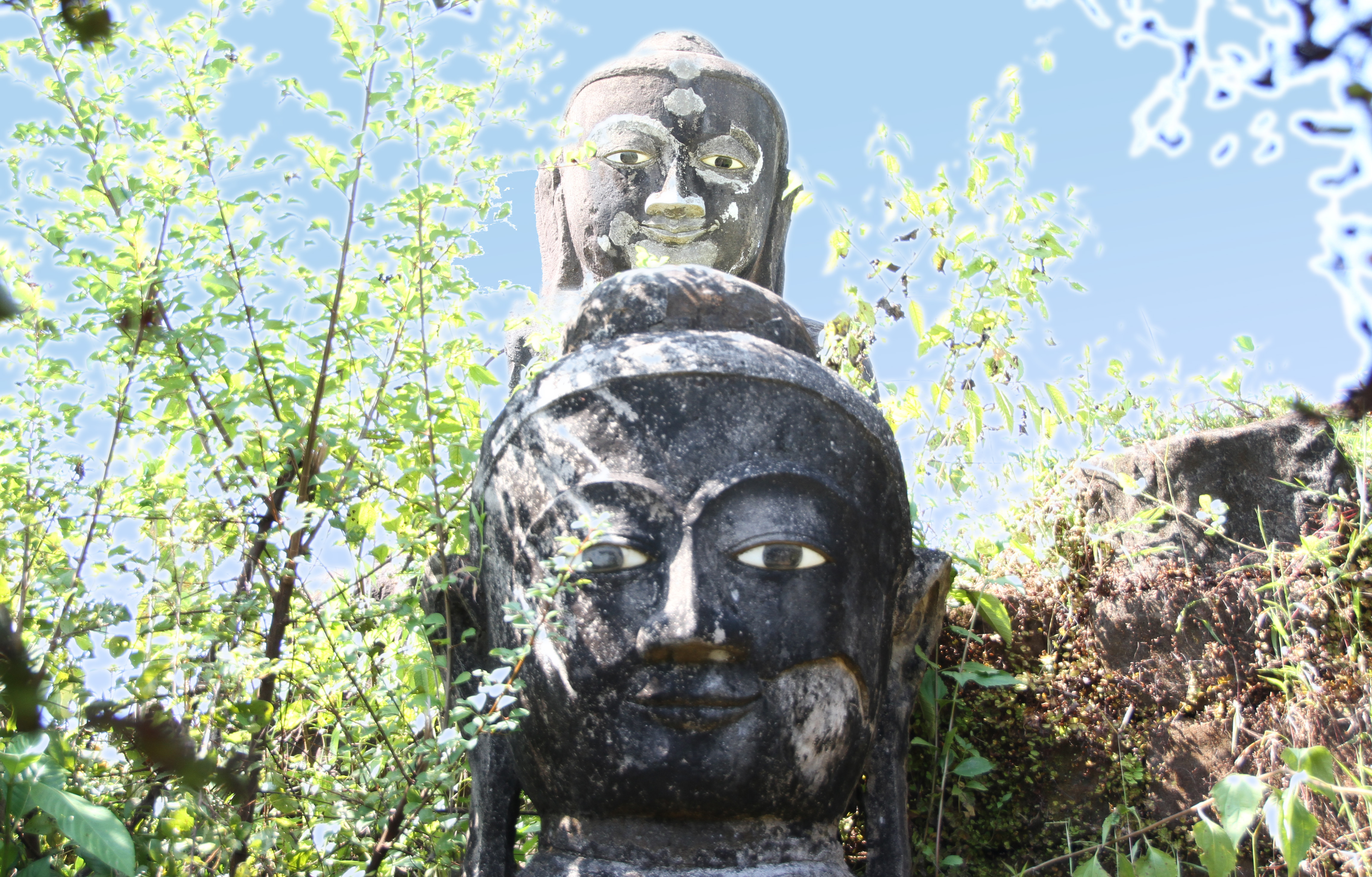
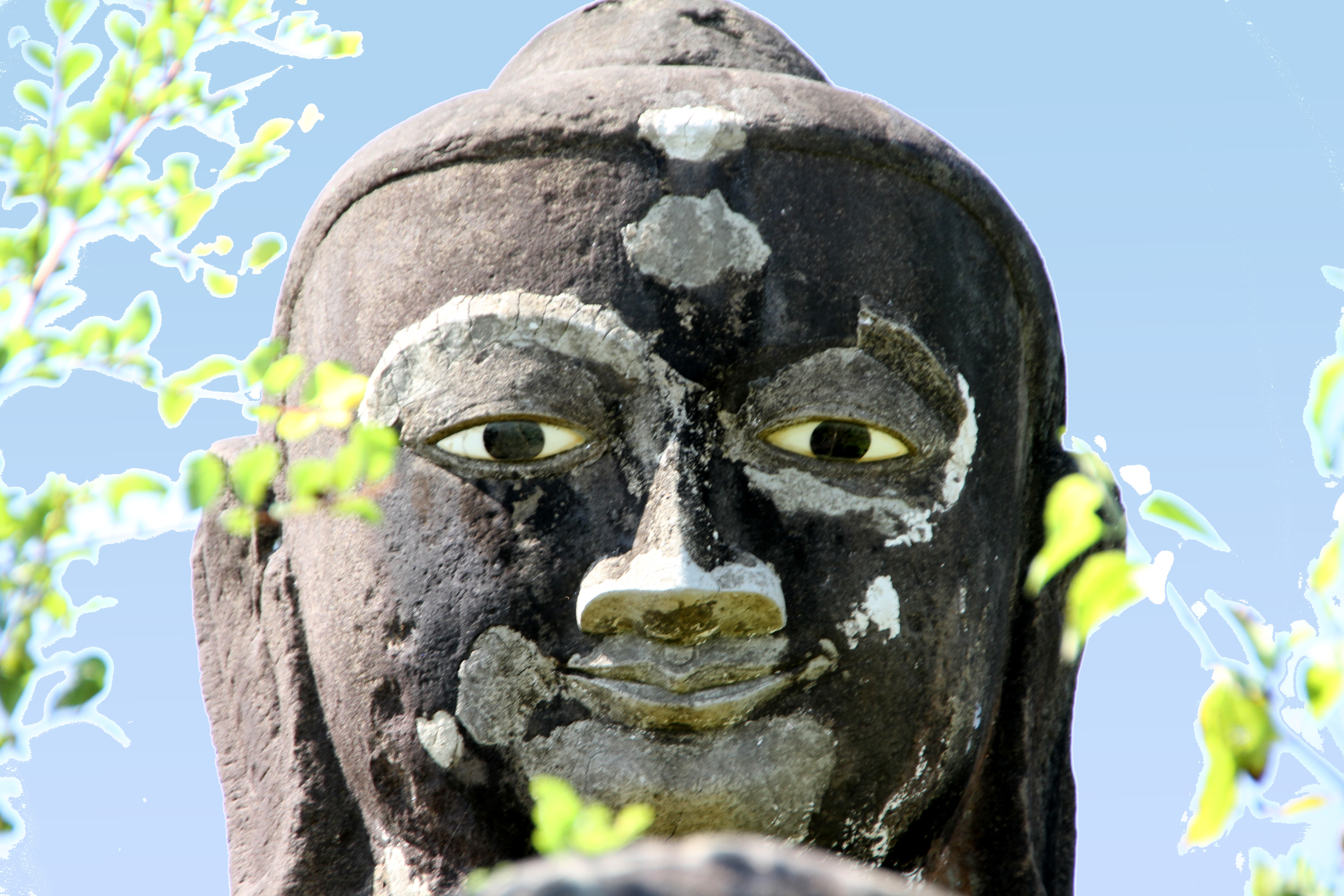